# Mia moglie ha sempre ragione
Mia moglie ha sempre ragione (George Washington Slept Here) è un film del 1942 prodotto negli Stati Uniti e diretto da William Keighley.
È la riduzione cinematografia dell'omonima commedia di George S. Kaufman e Moss Hart.

## Trama
Una coppia compra una casa in campagna e per ristrutturarla spendono molti soldi. I due protagonisti trovano però un manoscritto di George Washington e diventano nuovamente ricchi.